# Pomasia reticulata
Pomasia reticulata là một loài bướm đêm trong họ Geometridae.